# مايكل ماسي
مايكل ماسي (بالإنجليزية: Michael Massee)‏‏ (1 سبتمبر 1952 - 20 أكتوبر 2016) كان ممثل أمريكي ويعتبر من أشهر الممثلين في تاريخ السينما الأمريكية ولقد إشتهر بواقعة القتل الخطأ عام 1994 أثناء تصوير فيلم «ذي كرو» عندما قتل الممثل براندون لي ابن لاعب الكونفو الشهير بروس لي.

## من أعماله
- الغراب (1994)
- الرجل العنكبوت المذهل (2012)
- الرجل العنكبوت المذهل 2 (2014)

## وفاته
توفي يوم 20 أكتوبر 2016 بسبب معاناة مع مرض سرطان المعدة عن عمر يناهز 64 سنة.

## روابط خارجية
- مايكل ماسي على موقع IMDb (الإنجليزية)
- مايكل ماسي على موقع روتن توميتوز (الإنجليزية)
- مايكل ماسي على موقع ألو سيني (الفرنسية)
- مايكل ماسي على موقع أول موفي (الإنجليزية)
- مايكل ماسي على موقع قاعدة بيانات الأفلام السويدية (السويدية)
- مايكل ماسي على موقع إن إن دي بي (الإنجليزية)
- مايكل ماسي على موقع قاعدة بيانات الفيلم (الإنجليزية)
- مايكل ماسي على موقع كينوبويسك (الروسية)